# Love Planet Five
Love Planet Five es la unión especial de la compañía I've, la cual reúne a sus mejores artistas.

## Artistas
- Eiko Shimamiya
- Kaori Utatsuki
- KOTOKO
- Mami Kawada
- MELL

## Discografía

### 「Tenjou wo Kakeru Monotachi」
1.er sencillo; lanzado el 4 de abril de 2007; Es el ending de la película de Shakugan no Shana
1. Tenjou wo Kakeru Monotachi -- 6:49
2. Tenjou wo Kakeru Monotachi -Raven fly edit- -- 5:37
3. Tenjou wo Kakeru Monotachi (instrumental) -- 6:49